# Use Your Illusion I

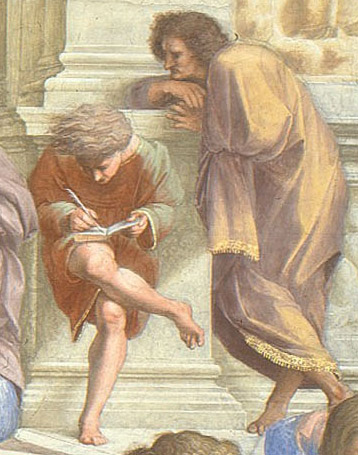
В основу обложки Use Your Illusion легла деталь картины Рафаэля Санти «Афинская школа»

Use Your Illusion I (с англ. — «Используй Свою Иллюзию I») — третий студийный альбом американской рок-группы Guns N’ Roses, вышедший в 1991 году. Диск первый из двух альбомов, вышедших в связи с туром Use Your Illusion Tour. Второй альбом вышел под названием Use Your Illusion II.

## Об альбоме
Диск поднялся на второе место чарта Billboard. За первую неделю было продано 685 000 экземпляров, Use Your Illusion II был немного успешнее (770 000 за первую неделю).
Use Your Illusion I в США продавался тиражом в 5 502 000, утверждает Nielsen SoundScan. Каждый из альбомов Use Your Illusion стал семикратно платиновым (RIAA). Альбом был номинирован на Grammy Award в 1992 г.

## Список композиций
| №                   | Название                                               | Автор(ы)                               | Перевод                   | Длительность |
| ------------------- | ------------------------------------------------------ | -------------------------------------- | ------------------------- | ------------ |
| 1.                  | «Right Next Door to Hell»                              | Эксл Роуз, Иззи Стрэдлин, Тимо Кальтиа | Прямо по Соседству с Адом | 2:58         |
| 2.                  | «Dust N' Bones»                                        | Стрэдлин, Дафф Маккаган, Слэш          | Прах и Кости              | 4:55         |
| 3.                  | «Live and Let Die» (Кавер на Paul McCartney and Wings) | Пол и Линда Маккартни                  | Живи и Дай Умереть        | 2:59         |
| 4.                  | «Don't Cry» (оригинальная версия)                      | Стрэдлин, Роуз                         | Не Плачь                  | 4:42         |
| 5.                  | «Perfect Crime»                                        | Стрэдлин, Слэш, Роуз                   | Идеальное Преступление    | 2:22         |
| Общая длительность: | Общая длительность:                                    | Общая длительность:                    | Общая длительность:       | 17:56        |

| №                   | Название              | Автор(ы)             | Перевод                | Длительность |
| ------------------- | --------------------- | -------------------- | ---------------------- | ------------ |
| 6.                  | «You Ain't the First» | Стрэдлин             | Ты не Первый           | 2:32         |
| 7.                  | «Bad Obsession»       | Стрэдлин, Уэст Аркин | Дурная Навязчивая Идея | 5:26         |
| 8.                  | «Back Off Bitch»      | Пол Хьюдж, Роуз      | Отвали, С*ка           | 5:01         |
| 9.                  | «Double Talkin' Jive» | Стрэдлин             | Бессмысленная Болтовня | 3:19         |
| Общая длительность: | Общая длительность:   | Общая длительность:  | Общая длительность:    | 16:18        |

| №                   | Название                                               | Автор(ы)                | Перевод             | Длительность |
| ------------------- | ------------------------------------------------------ | ----------------------- | ------------------- | ------------ |
| 10.                 | «November Rain»                                        | Роуз                    | Ноябрьский Дождь    | 8:53         |
| 11.                 | «The Garden» (при участии Элиса Купера & Шэннона Хуна) | Аркин, Дел Джеймс, Роуз | Сад                 | 5:17         |
| 12.                 | «Garden of Eden»                                       | Слэш, Роуз              | Райский Сад         | 2:36         |
| 13.                 | «Don't Damn Me»                                        | Слэш, Дэйв Лэнк, Роуз   | Не Проклинай Меня   | 5:15         |
| Общая длительность: | Общая длительность:                                    | Общая длительность:     | Общая длительность: | 22:01        |

| №                   | Название            | Автор(ы)                       | Перевод             | Длительность |
| ------------------- | ------------------- | ------------------------------ | ------------------- | ------------ |
| 14.                 | «Bad Apples»        | Слэш, Маккаган, Стрэдлин, Роуз | Плохие Яблоки       | 4:25         |
| 15.                 | «Dead Horse»        | Роуз                           | Мёртвая Лошадь      | 4:17         |
| 16.                 | «Coma»              | Слэш, Роуз                     | Кома                | 10:08        |
| Общая длительность: | Общая длительность: | Общая длительность:            | Общая длительность: | 18:50        |

## Участники записи
Взято из примечаний на обложке альбома
Guns N' Roses
- Эксл Роуз — вокал (все песни, кроме 2 и 9), бэк-вокал (2, 3, 9, 10 и 11), хор (10), клавишные (3, 10 и 12), пианино (10), акустическая гитара (15), программирование (3, 10 и 12), звуковые эффекты (5 и 12)
- Слэш — соло- и ритм-гитары (все песни, кроме 6 и 9), акустическая гитара (9 и 11), Слайд-соло-гитара (7 и 11), классическая гитара (9), шестиструнный бас (1 и 3), ток-бокс (2), слайд-добро (6), бэк-вокал (1, 2, 8 и 12)
- Иззи Стрэдлин — ритм-гитара (все песни, кроме 6 и 11), соло-гитара (8 и 9), акустическая гитара (6), вокал (2, 6 и 9), перкуссия (7), бэк-вокал (1, 4, 7, 10 и 14), хор (10)
- Дафф Маккаган — бас-гитара (все песни), акустическая гитара (6 и 9), бэк-вокал (1, 2, 8, 10, 12 и 14), хор (10)
- Мэтт Сорум — ударные (все песни), перкуссия (2, 9, 11 и 16), бэк-вокал (10 и 14), хор (10)
- Диззи Рид — пианино (2, 3, 7 и 14), орган (2 и 13), клавинет (14), бэк-вокал (10, 12 и 14), хор (10)

Дополнительный персонал

| - Шэннон Хун — вокал (4 и 6), бэк-вокал (3, 10 и 11), хор (10) - Иоганн Лэнгли — программирование (3, 10 и 12), звуковые эффекты (16) - Мэтью Маккаган — горн (3) - Рэйчел Уэст — горн (3) - Роберт Кларк — горн (3) - Джон Траутвейн — горн (3) - Тим Дойл — тамбурин (6) | - Майк Монро — саксофон (7), гармоника (7) - Стюарт Бейли — бэк-вокал (10), хор (10) - Реба Шоу — бэк-вокал (10), хор (10) - Уэст Аркин — акустическая гитара (11) - Элис Купер — вокал (11) - Брюс Фостер — звуковые эффекты (16) - Женские речи в "Coma": Сюзанна Филкинс, Патриция Фьюнзалида, Роуз Манн, Моника Зиерхут-Сото, Мишель Луазель, Диана Митчелл |

| Производство - Майк Клинк — продюсер, звукорежиссёр, щипцы для орехов (15) - Билл Прайс — сведение - Джордж Марино — мастеринг - Джим Митчелл — дополнительный звукорежиссёр - Ассистенты звукорежиссёра: Эд Гудро, Джон Агуто, Майк Дуглас, Аллен Абрахамсон, Базз Бурроуз, Крис Пурам, Леон Ганадо, Джейсон Робертс, Тэлли Шервуд, Крейг Портелис, Л. Стю Янг - Дуг Голдстейн — персональный менеджмент - Том Зутаут — A&R координатор | Оформление - Эксл Роуз — арт-директор, дизайн - Слэш — арт-директор, дизайн - Кевин Рейган — арт-директор, дизайн - Венди Шерман — арт-директор - Марк Костаби — обложка - Роберт Джон — фотографии - Фото-коллаж: Роберт Джон, Джордж Чин, Джин Киркленд, Уильям Хеймс, Р. К. Слоун - Кирк Хьюи — внутренняя иллюстрация ("Don't Cry (Ascention)") - Стив Лэнк — внутренняя иллюстрация ("Coma") - Р. К. Слоун — внутренняя иллюстрация ("Логотип Guns N' Roses") |

## Позиции в хит-парадах
Годовые чарты:
| Чарт (1991)                        | Позиция |
| ---------------------------------- | ------- |
| Великобритания (OCC)               | 42      |
| Новая Зеландия (Recorded Music NZ) | 29      |